# Gara Dârste
Gara Dârste din Brașov este o stație mai mică decât Gara Centrală Brașov și decât  Gara Bartolomeu,ea fiind construită în aceeași perioadă cu acestea.
Gara este amplasată în cartierul Dârste, aproape de ieșirea din oraș spre Predeal, lângă fabrica de bere. Deserveșe orașele Brașov și Săcele. Dacă se dorește trecerea căii ferate dintre Brașov și Săcele când este seară sau noapte, trebuie știut că acolo este beznă aproape totală. Se află la 6,2 km distanță de Gara Centrală.